# Ga Geolpo Bukbyeon
Ga Geolpo Bukbyeon (Tiếng Hàn: 걸포북변역, Hanja: 傑浦北邊驛) là ga tàu điện ngầm của Tuyến Gimpo Goldline nằm ở Bukbyeon-dong, Gimpo-si, Gyeonggi-do.

## Lịch sử
- 20 tháng 6 năm 2016: Tên ga được xác nhận là Ga Geolpo Bukbyeon[1]
- 28 tháng 9 năm 2019: Bắt đầu hoạt động

## Bố trí ga
| ↑ Unyang |
| \| W/B   |
| Sau ↓    |

| Hướng Tây  | ●Tuyến Gimpo Goldline | ← Hướng đi Yangchon                |
| Hướng Đông | ●Tuyến Gimpo Goldline | → Hướng đi Sân bay Quốc tế Gimpo → |

## Xung quanh nhà ga
- CGV Gimpo Hangang
- Trường tiểu học Geolpo
- Trường tiểu học Gimpo Seo
- Trung tâm phúc lợi hành chính Gimpo Bon-dong
- Thư viện Jungbong
- Bệnh viện Gimpo Woori